# Miranda de Arga
Miranda de Arga település Spanyolországban, Navarra autonóm közösségben. Miranda de Arga Berbinzana, Tafalla, Falces, Lerín és Larraga községekkel határos. Lakosainak száma 903 fő (2024).

## Népesség
A település népessége az elmúlt években az alábbi módon változott:
| Lakosok száma | 1009 | 1003 | 979  | 957  | 929  | 878  | 845  | 839  | 852  | 903  |
|               | 2001 | 2004 | 2006 | 2009 | 2011 | 2014 | 2016 | 2019 | 2021 | 2024 |